# Modrý štít
Mezinárodní výbor Modrý štít (anglicky International Committee of the Blue Shield, zkráceně ICBS) je mezinárodní organizace na ochranu historických a kulturních památek. Současným předsedou výboru je britský historik a archeolog Peter G. Stone.

## Historie
Modrý štít byl založen v červenci 1996, aby koordinoval činnost výkonných orgánů ICOM (Mezinárodní rada muzeí), ICOMOS (Mezinárodní rada pro památky a sídla), IFLA (Mezinárodní federace knihovnických asociací) a ICA (Mezinárodní rada archivů).
V letech 2008 až 2014 byl předsedou Association of National Committees of the Blue Shield (ANCBS) se sídlem v Haagu rakouský politik Karel Habsbursko-Lotrinský a v letech 2014 až 2020 byl předsedou světové Asociace Blue Shield International. 
Označení a logo Modrý štít je odvozeno od znaku, který je na základě Konvence o ochraně kulturního dědictví v ozbrojeném konfliktu, projednané v Haagu v roce 1954 (tzv. Haagská konvence) umísťován na některých budovách splňujících kritéria a používajících ochrany podle zásad této konvence.

## Poslání

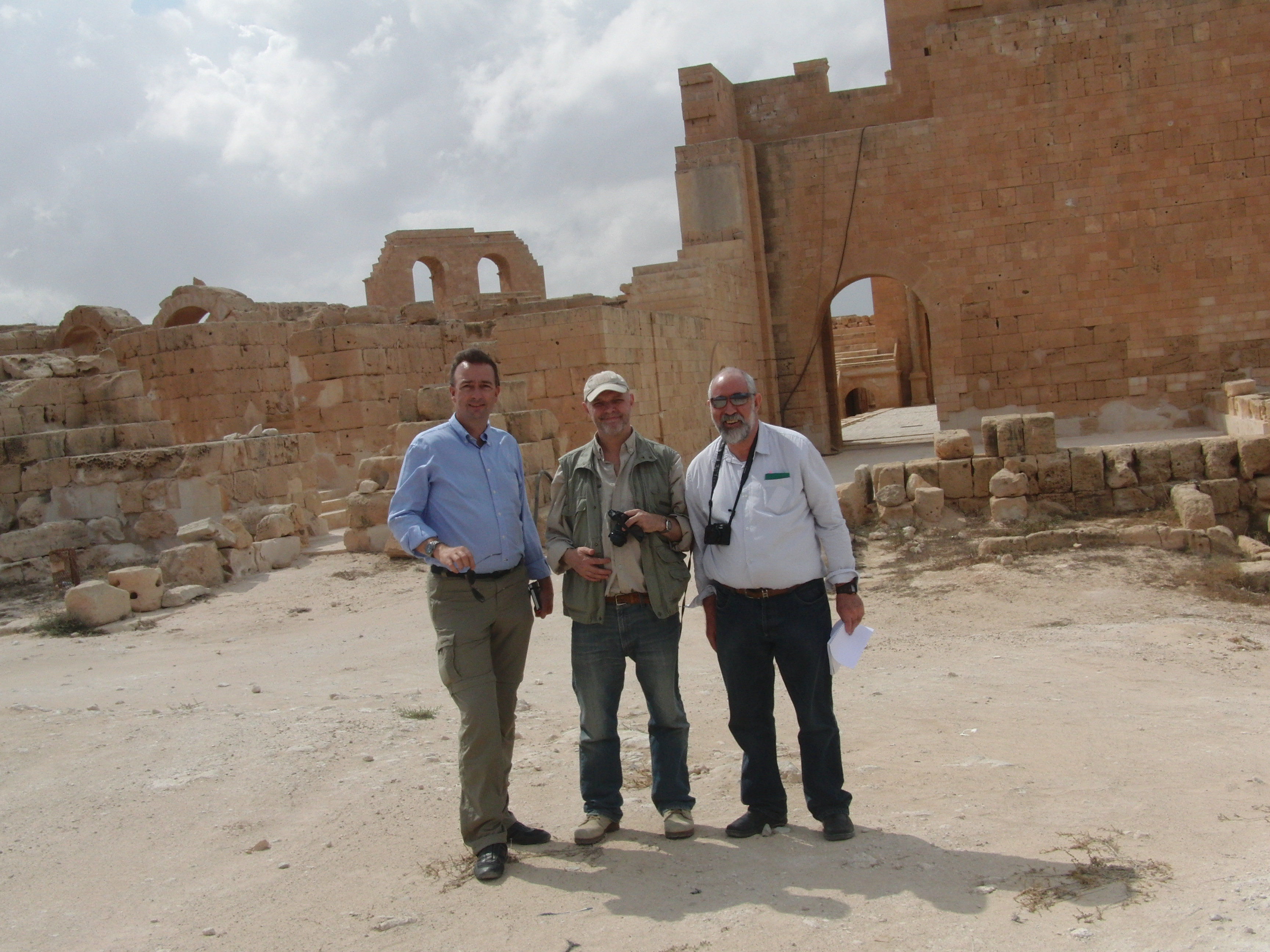
Karel Habsbursko-Lotrinský (vlevo) na misi Blue Shield Fact Finding Mission v Libyi v roce 2012.

ICBS si klade za cíl rozšířit ochranu a pomoc na kulturním dědictví ohrožené nejen válkou, nýbrž také přírodními katastrofami (záplavy, požáry, zemětřesení aj.).
 ICBS má tři základní úlohy: 
- prevenci před neštěstími;
- rychlá opatření během stave nouze;
- pomoc při rekonstrukci po katastrofě.

 Hlavní záměry a metody ICBS: 
- spolupracovat s UNESCO, ICCROM, Červeným křížem a jinými organizacemi ze sféry ochrany kulturního dědictví;
- usnadnit mezinárodní odpověď na ohrožení nebo stav nouze spoluprací mezinárodního ICBS a národních výborů;
- vytvořit síť a koordinační orgány, případně propojení mezi již existujícími organizacemi, v případě potřeby fungovat jako poradní orgán;
- propojit specialisty různých sektorů kulturního dědictví – památkovou správu, muzea, archivy, knihovny a koordinovat jejich vyslání na místa potřeby;
- poskytovat expertní služby ve smyslu usnesení Haagské konvence;
- identifikovat vhodné technické prostředky pro preventivní ochranu a nutnou pomoc;
- prosazovat programy pro prevenci a zmírnění následků neštěstí, prosazovat standardy nezbytné péče a získávat pro ně místní autority, civilní ochranu, starosty, regionální správu a státní správu;
- senzibilizovat úřady a veřejné mínění, upozorňovat na význam a křehkost kulturního dědictví, získávat respekt pro potřeby kulturního dědictví;
- vypracovat návody a doporučení preventivní opatření, podporovat tvorbu inventárních soupisů a operativních plánů pro stav nouze, organizovat cvičení;
- napomáhat k vytvoření institucionální ochrany vybavené prostředky i školeným personálem pro vzniklé urgentní situace;
- vytvořit okruh dobrovolníků školených pro bezprostřední pomoc ve stavu nouze.

## Historie
- Mezinárodní seminář „Ochrana kulturního dědictví za války a ve stavu nouze“, Partnerství pro mír, NATO, Krakov, 18.-22. 06. 1996
- Mezinárodní seminář ICBS 12.-16. 11. 1998 v Mezinárodním ústavu archivů v Radenci, Slovinsko
- První národní komité vzniklo 23. 11. 1998 v Bruselu z iniciativy šéfkonzervátorky Královské belgické banky.
- Kanada pracuje na vzniku národního komité ICBS v součinnosti s Federální civilní ochranou. Jednání probíhají ve Francii, Itálii.
- Švýcarsko již integrovalo ochranu kulturního dědictví do systému spolkové civilní ochrany. USA zřídily zvláštní „task-force“ pro prevenci, kterou považují za prioritu (Federal Emergency Institute, National Institute for the Conservation of Cultural Property) a zpracovaly „Zásady zákroku a záchrany v případě nutnosti“.

## Mezinárodní dokumenty
- Haagská konvence, 1954;
- UNESCO Konvence o světovém kulturním dědictví, 1972;
- Mezinárodní dekáda Spojených národů pro omezení přírodních katastrof (IDNR, 1880-2000);
- Deklarace o ohrožená kulturního dědictví, Kóbe/Tokio (23. 1. 1997) – potvrzuje roli a široký záběr ICBS v risk preparedness na mezinárodní a národní úrovni;
- Druhý protokol ke Haagské konvenci z roku 1954 o Ochraně kulturního dědictví v případě ozbrojeného konfliktu, Haag, 26. 3. 1999.

## Český výbor Modrý štít
Český výbor Modrý štít je neziskovou národní společností Mezinárodního výboru Modrý štít (International Committee of the Blue Shield, ICBS) na území České republiky. Je dobrovolnou společností sdružující na základě společného zájmu české výbory, resp. českou reprezentaci ICA, ICOM, ICOMOS, IFLA.
Posláním Českého výboru Modrý štít je preventivní ochrana, zmírňování rizik a pomoc při záchraně kulturního dědictví ohroženého přírodní katastrofou, selháním člověka či ozbrojeným střetnutím. Za tímto účelem a na zcela dobrovolném základě shromažďuje a šíří informace, koordinuje akce a doporučuje a napomáhá realizaci nezbytných opatření v případě výjimečných situací v Česku nebo prostřednictvím ICBS mimo její hranice všude, kde je zapotřebí pomoci.
Český výbor Modrý štít se ve své činnosti řídí Haagskou konvencí o ochraně kulturního dědictví v případě ozbrojeného střetnutí z roku 1954, Prvním protokolem (1954) a eventuálně Druhým protokolem k ní, přijatým 26. 03. 1999, dále pak Konvencí UNESCO k ochraně světového kulturního dědictví z roku 1972, Doporučením UNESCO k ochraně kulturního a přírodního dědictví na národní úrovni (1972), Ženevskými konvencemi (1849), jichž je ČR smluvní stranou, Zásadami Mezinárodní dekády OSN pro zmírnění následků přírodních katastrof (1990-2000) a ustanoveními, doporučeními a žádostmi ICBS.
 Český výbor Modrý štít se věnuje především těmto úkolům:
- Posuzuje, podporuje a podílí se na vypracovávání a realizaci plánů a projektů napomáhajících preventivní ochraně a šetrnému přístupu ke všem druhům kulturního dědictví: nemovitých i movitých památek, dokladů o vývoji přírody i výtvorů člověka, archiválií a dokumentů archivní povahy, audiovizuálních a kulturních souborů.
- Upozorňuje na možná rizika, zveřejňuje zkušenosti, informuje veřejnost i státní orgány, koordinuje spolupráci všech zúčastněných stran při provádění opatření v konkrétní naléhavé situaci.
- Spolupracuje na metodických školeních a praktickém výcviku, zajišťuje výměnu informací. Pořádá tematické semináře, rediguje a publikuje dokumenty, zprostředkovává stáže.
- Soustřeďuje informace o příslušných zařízeních a specifických prostředcích nezbytných pro zajištění ochrany v případě výjimečné situace a doporučuje uzavřít s dotčenými a příbuznými institucemi dohody o spolupráci týkající se osob, specifických zařízení a prostředků.
- Vyhledává a buduje databázi expertů pro zvládání výjimečných situací a koordinuje jejich pomoc v dané oblasti v případě potřeby v Česku i mimo ni.
- Buduje v ČR síť spolupracovníků z řad profesionálů a rozvíjí síť dobrovolníků v oblasti poslání a působnosti Českého výboru Modrý štít.
- K efektivnímu naplňování svého poslání rozvíjí dobré pracovní vztahy a spolupracuje se všemi státními či veřejně prospěšnými organizacemi, se službami pověřenými zasahovat v naléhavých případech, s humanitními sdruženími nebo privátními iniciativami v Česku s analogickými cíli (záměry, posláním).
- Prosazuje přijetí a realizaci mezinárodních konvencí a dohod týkajících se kulturního dědictví a napomáhá v jejich uvedení ve známost.
- Poskytuje, koordinuje a zprostředkovává informace a realizaci rychlé pomoci ohroženému kulturnímu dědictví a jeho správcům bez ohledu na majetkovo-právní vztahy a bez zřetele k okamžitým politickým souvislostem.
- Je zastoupen a účastní se činnosti ICBS, udržuje s ním úzký kontakt, spolupracuje a přenáší záměry jeho poslání do ČR, koordinuje jeho případné akce, případně akce, do nichž se Český výbor připojuje.